# Secretaría General de Telecomunicaciones
La Secretaría General de Telecomunicaciones, Infraestructuras Digitales y Seguridad Digital de España es el órgano directivo del Ministerio para la Transformación Digital y de la Función Pública, adscrito a la Secretaría de Estado de Telecomunicaciones e Infraestructuras Digitales, que asume la ordenación, promoción y desarrollo de las telecomunicaciones, las infraestructuras digitales y los servicios de comunicación audiovisual y la participación en los organismos y grupos de trabajo internacionales de telecomunicaciones y de los servicios de comunicación audiovisual.
También asume cualesquiera otras relativas al sector de las telecomunicaciones, infraestructuras digitales y los servicios de comunicación audiovisual que el ordenamiento jurídico atribuya al departamento, y que no estén específicamente asignadas a otros órganos, y aquellas que se atribuyen al Departamento en el Real Decreto-ley 7/2022, de 29 de marzo, sobre requisitos para garantizar la seguridad de las redes y servicios de comunicaciones electrónicas de quinta generación.

## Historia
El órgano directivo que hoy conocemos como Secretaría General de Telecomunicaciones nace por Real Decreto de 11 de junio de 1856, cuando el ministro Patricio de la Escosura concedió a los sistemas de comunicaciones eléctricos, en aquella época principalmente el telégrafo, una dirección general autónoma, encabezada por José María Mathé Aragua. Hasta entonces, estas competencias había pertenecido bien a la Dirección General de Correos —también llamada Dirección General de Correos y Telégrafos— o bien a la Subsecretaría del Departamento.
Como centro independiente se mantendrá hasta el 18 de julio de 1868, cuando el ministro Luis González Bravo decide reducir el tamaño de su ministerio y para ello refunde las direcciones de Correos y de Telégrafos, al considerar que su ámbito de actuación es muy similar.
Con la invención del teléfono, este entró bajo la responsabilidad del ramo de los telégrafos, siendo ambos —junto con Correos— un monopolio estatal. Este ámbito creció enormente a principios del siglo XX, creándose la Compañía Telefónica de España y, desde 1928, lograndose la conexión telefónica trasatlántica.
Esta importancia hizo que, décadas después de su primera fundación, ya en la Segunda República, se restableciese el órgano directivo, integrado en el entonces Ministerio de Comunicaciones y bajo el título de «Dirección General de Telégrafos y Teléfonos». Apenas unos meses después, y de nuevo en el Ministerio de la Gobernación, este organismo se renombra como «Dirección General de Telecomunicación».
Tras la guerra civil, el Gobierno de la dictadura fusionó de nuevo ambos ámbitos, en la «Dirección General de Correos y Telecomunicación», manteniéndose unidos hasta 1985 cuando, ahora en el Ministerio de Transportes, Turismo y Comunicaciones, se creó una Secretaría General de Comunicaciones y separó el ámbito postal de las telecomunicaciones, mediante la «Dirección General de Telecomunicaciones», si bien esta vez no asumió los servicios telegráficos, que estaban en decadencia y siguieron ligados a Correos. Durante la década de 1990 estas competencias regresaron al Ministerio de Obras Públicas y el órgano directivo se suprimió en 1997, incorporando sus responsabilidades a la Secretaría General de Comunicaciones, de la que dependía.
Sin llegar a cumplirse los tres años, en mayo de 2000 se restablece, ahora denominada «Dirección General de Telecomunicaciones y Tecnologías de la Información» e integrada en el Ministerio de Ciencia y Tecnología, aunque alguna de sus funciones residiían en la llamada Dirección General para el Desarrollo de la Sociedad de la Información.
A partir de 2004 el Departamento de Ciencia y Tecnología se suprime asumiendo las funciones sobre las telecomunicaciones el Ministerio de Industria, Turismo y Comercio. En 2008, aun integrada en el Departamento de Industria, la dirección general recuperó el nombre de «Dirección General de Telecomunicaciones» que mantuvo hasta el año 2010 cuando se volvió a nombrar como «Dirección General de Telecomunicaciones y Tecnologías de la Información».
Una década después es renombrada como «Dirección General de Telecomunicaciones y Ordenación de los Servicios de Comunicación Audiovisual», integrada en la Secretaría de Estado de Telecomunicaciones e Infraestructuras Digitales del Ministerio de Asuntos Económicos y Transformación Digital. Tras la aprobación de la Ley General de Comunicaciones en 2022, se amplían sus competencias y se eleva el rango del órgano, pasando a ser una secretaría general, con rango de Subsecretaría.
En 2024, adscrita al Ministerio de Transformación Digital, adquiere una nueva Subdirección General  de Integridad de las Comunicaciones responsable de temas de seguridad en las redes y tecnología 5G y una División de Seguimiento y Supervisión de Ayudas para supervisar las ayudas en el ámbito de la Secretaría General. Asimismo, a finales de ese año se transfieren a la Secretaría de Estado de Digitalización e Inteligencia Artificial todo lo relativo a la ordenación del sector audiovisual, asumiendo a la vez otras en materia de ciberseguridad, siendo renombrada como «Secretaría General de Telecomunicaciones, Infraestructuras Digitales y Seguridad Digital».

## Estructura y funciones
La SGTA ejerce sus funciones a través de sus órganos dependientes, a saber:
- La Subdirección General de Ordenación de las Telecomunicaciones, a la que le corresponde la elaboración y propuesta de normativa referente a la ordenación y regulación del sector de las telecomunicaciones e infraestructuras digitales, así como aquella referente a la regulación de los sistemas de radiodifusión y televisión, cualquiera que sea su soporte técnico.
- La Subdirección General de Operadores de Telecomunicaciones e Infraestructuras Digitales, a la que le corresponde supervisar los requisitos y condiciones exigibles para la instalación y explotación de redes públicas y prestación de servicios de comunicaciones electrónicas, así como todo lo referente a la regulación de los derechos de ocupación del dominio público de los operadores de redes y servicios de comunicaciones electrónicas a la ocupación del dominio público y de la propiedad privada y a su uso compartido. También tiene competencias de estudio sobre la normativa de planificación territorial o urbanística que afecte a la infraestructura de telecomunicaciones.
- La Subdirección General de Planificación y Gestión del Espectro Radioeléctrico, a la que le corresponde la planificación del uso del dominio público radioeléctrico, su gestión, el establecimiento de las condiciones de uso de las bandas de frecuencias y la tramitación de procedimientos relacionados con los proyectos técnicos de radiocomunicaciones.
- La Subdirección General de Inspección de las Telecomunicaciones e Infraestructuras Digitales, a la que le corresponde ejercer la inspección general en el ámbito de las telecomunicaciones y del dominio público radioeléctrico, así como de las redes y servicios de telecomunicaciones, y sus condiciones de prestación y explotación. También, tiene facultades concernientes al secreto de las comunicaciones y la interceptación legal de las telecomunicaciones. Por todo esto, este órgano coordina las Jefaturas Provinciales de Inspección de Telecomunicaciones.
- La Subdirección General de Atención al Usuario de Telecomunicaciones y Servicios Digitales, a la que le corresponde supervisar asuntos relacionados con los derechos de los consumidores y usuarios, la resolución de conflictos entre estos y los operadores, la verificación del correcto cumplimiento de las normativa española y europea referente a itinerancia en las redes públicas, acceso de los usuarios a servicios de comunicaciones electrónicas de voz, SMS y e itinerancia de datos en la Unión Europea, así como en lo relativo a tarifas. También tiene potestad para iniciar procedimientos sancionadores.
- La Subdirección General de Seguridad Digital, a la que le corresponden ejercer las funciones sobre los asuntos de seguridad de las redes y servicios de comunicaciones electrónicas y aquellas otras que le confiera las leyes reguladoras de estos ámbitos, así como planificar e impulsar las políticas en el ámbito de la ciberseguridad, fomentar la creación de empresas en este sector así como la mejora de las políticas de ciberseguridad en el entorno privado, y ejercer la supervisión, control, e inspección como autoridad competente en materia de Infraestructura digital, ciberseguridad y ciber-resiliencia de los servicios y productos digitales.
- La Subdirección General de Análisis del Mercado y de Evolución Tecnológica, que se encarga de recopilar y analizar información, y realizar informes sobre la realidad corporativa, económica y tecnológica existente en el mercado de las telecomunicaciones y de las infraestructuras digitales, así como lo referente a su regulación normativa y fomento, y ejercer el seguimiento de las novedades tecnológicas.
- Las Jefaturas Provinciales de Inspección de Telecomunicaciones, responsables de, entre otras funciones, realizar las actuaciones que faciliten el ejercicio material de las funciones de supervisión, inspección y control, así como las tareas de administración del espectro radioeléctrico que corresponden a la Secretaría General.
- El Gabinete Técnico, como órgano de apoyo y asistencia inmediata al titular de la Secretaría General.
- La División de Seguimiento y Supervisión de Ayudas, que lleva a cabo el seguimiento y supervisión administrativa y material de la ejecución de las ayudas concedidas en los programas de impulso y actuaciones para la promoción gestionados por la Secretaría General o la Secretaría de Estado de Telecomunicaciones e Infraestructuras Digitales, el apoyo administrativo en la gestión de estos programas y actuaciones, así como la gestión del plan de control de riesgos y fraude de los citados programas y actuaciones, salvo la gestión del plan de control de riesgos y fraude de los programas relativos al Plan de Recuperación, Transformación y Resiliencia.

Todas las subdirecciones generales son responsables, en el ámbito de sus competencias, de la definición, gestión e instrucción de procedimientos de concesión de ayudas de los programas de impulso y actuaciones para la promoción de inversiones dentro de las materias de su competencia, y del asesoramiento técnico al seguimiento, supervisión y verificación administrativa y material de las ayudas concedidas en los programas de impulso y actuaciones de promoción.

## Titulares
Hasta finales de 2022, el titular del órgano tuvo rango de director general. Desde entonces, tiene rango de subsecretario.
| - José María Mathé Aragua (7 de agosto de 1856-13 de agosto de 1864) - Tomás Rodríguez Rubí (13 de agosto-18 de septiembre de 1864) - Salustiano Sanz y Posse (18 de septiembre de 1864-23 de junio de 1865) - Román Goicoerrotea Grávalos (19 de noviembre de 1865-12 de julio de 1866) - Salustiano Sanz y Posse (12 de julio de 1866-19 de julio de 1868) - Mateo Hernández Barroso (20 de abril de 1931-23 de junio de 1932) - Humberto Valverde Quintana (23 de junio de 1932-29 de agosto de 1932) - Miguel Sastre y Picatoste (29 de agosto de 1932-12 de octubre de 1933) - Manuel Biedma Hernández (12 de octubre de 1933-4 de enero de 1934) - Ramón Miguel Nieto (4 de enero de 1934-1 de agosto de 1935) - Luis Montes López de la Torre (1 de agosto de 1935-4 de octubre de 1935) | - Julio José Cayetano Jara y Ramón (4 de marzo de 1936-1 de abril de 1939) - Javier Nadal Ariño (25 de julio de 1985-25 de marzo de 1995) - Reinaldo Rodríguez Illera (25 de marzo de 1995-1 de junio de 1996) - Valentín Sanz Caja (1 de junio de 1996-6 de septiembre de 1997) - Bernardo Pérez de León Ponce (27 de mayo de 2000-8 de junio de 2004) - Bernardo Lorenzo Almendros (8 de junio de 2004-27 de julio de 2010) - Juan Junquera Temprano (27 de julio de 2010-10 de mayo de 2011) - Roberto Sánchez Sánchez (10 de mayo de 2011-6 de enero de 2012) - Alberto Rodríguez Raposo (6 de enero de 2012-30 de junio de 2018) - Roberto Sánchez Sánchez (30 de junio de 2018-30 de enero de 2020) - María Teresa Arcos Sánchez (30 de enero de 2020-21 de abril de 2021) - Arturo Azcorra Saloña (27 de abril de 2021-28 de marzo de 2023) - Matías González Martín (28 de marzo de 2023-presente) |